# IQ – Wissenschaft und Forschung
IQ – Wissenschaft und Forschung ist eine Hörfunksendung des Bayerischen Rundfunks (BR). Sie läuft wochentags von 18:05 bis 18:30 Uhr auf Bayern 2. Montag, Mittwoch und Freitag wird hier ein Magazin gesendet, Dienstag und Donnerstag ein monothematisches Feature von der Redaktion Wissen und Forschung. Bis 2004 hieß die Sendung Kugelblitz.
In der Sendung wird über aktuelle wissenschaftliche Themen aus allen Bereichen der deutschen und internationalen Forschungslandschaft berichtet.  Hintergrundberichte über wichtige wissenschaftliche Fragen wie z. B. Wissenschaftsbetrug, neue Krebstherapien, Klimawandel oder Gehirndoping ergänzen das Programm.
Montags, mittwochs und freitags wird die Sendung in moderierter Magazinform mit jeweils vier Kurzbeiträgen und einem Block mit (normalerweise drei) Kurzmeldungen gesendet. Dienstag und Donnerstag laufen monothematische Sendungen. IQ – Wissenschaft und Forschung ist eine der erfolgreichsten Wissenschaftssendungen im deutschen Hörfunk und einer der am häufigsten abgerufenen Podcasts von Bayern 2.